# سباق الطريق للسيدات في بطولة العالم لسباق الدراجات على الطريق 2020
سباق الطريق للسيدات في بطولة العالم لسباق الدراجات على الطريق 2020 (بالإيطالية: Campionati del mondo di ciclismo su strada 2020 - Gara in linea femminile Elite)‏ هو سباق دراجات هوائية، وهو الموسم رقم 60 من السباق، وأقيم في 26 سبتمبر 2020، وامتدّ لمسافة 143 كيلومتر، وهو أحد سباقات بطولة العالم لسباق الدراجات على الطريق 2020، وقد شارك في السباق  143 متسابقاً ووصل إلى نهايته  105 متسابقاً.
فاز فيه بالمركز الأول  أنا فان دير بريغين، وبالمركز الثاني  أنيميك فان فليوتن، وبالمركز الثالث  إليسا ونغو بورغيني.

## الفرق
| فرق وطنية (41)- فريق هولندا لركوب الدراجات للسيدات 2020 ‏ - فريق إيطاليا لركوب الدراجات للسيدات 2020‏ - فريق ألمانيا لركوب الدراجات للسيدات 2020‏ - فريق أستراليا لركوب الدراجات للسيدات 2020‏ - فريق الولايات المتحدة لركوب الدراجات للسيدات 2020‏ - فريق الدنمارك لركوب الدراجات للسيدات 2020 ‏ - بريطانيا - فريق بولندا لركوب الدراجات للسيدات 2020‏ - فريق إسبانيا لركوب الدراجات للسيدات 2020 ‏ - فريق بلجيكا لركوب الدراجات للسيدات 2020 ‏ - فريق فرنسا لركوب الدراجات للسيدات 2020 ‏ - فريق نيوزيلندا لركوب الدراجات للسيدات 2020‏ - منتخب كوبا الوطني لسباق الدراجات على الطريق للسيدات 2020‏ - فريق سلوفينيا لركوب الدراجات للسيدات 2020‏ - فريق كندا لركوب الدراجات للسيدات 2020‏ - فريق أوكرانيا لركوب الدراجات للسيدات 2020‏ - فريق جنوب أفريقيا لركوب الدراجات للسيدات 2020‏ - فريق روسيا لركوب الدراجات للسيدات 2020 ‏ - فريق النرويج لركوب الدراجات للسيدات 2020 ‏ - فريق السويد لركوب الدراجات للسيدات 2020‏ - فريق لوكسمبورغ لركوب الدراجات للسيدات 2020‏ - فريق روسيا البيضاء لركوب الدراجات للسيدات 2020 ‏ - فريق ليتوانيا لركوب الدراجات للسيدات 2020‏ - فريق سويسرا لركوب الدراجات 2020 ‏ - فريق المجر لركوب الدراجات للسيدات 2020‏ - فريق سلوفاكيا لركوب الدراجات للسيدات 2020‏ - فريق التشيك لركوب الدراجات للسيدات 2020‏ - فريق آيسلندا لسباق الدراجات على الطريق للسيدات 2020‏ - فريق إستونيا لركوب الدراجات للسيدات 2020‏ - فريق كولومبيا لركوب الدراجات للسيدات 2020‏ - فريق ترينيداد وتوباغو لسباق الدراجات للسيدات 2020‏ - فريق إسرائيل لسباق الدراجات على الطريق للسيدات 2020‏ - فريق المكسيك لركوب الدراجات للسيدات 2020‏ - فريق أوزبكستان لركوب الدراجات للرجال 2020‏ - فريق اليابان لركوب الدراجات للسيدات 2020‏ - منتخب تشيلي الوطني لسباق الدراجات على الطريق للسيدات 2020‏ - فريق لاتفيا لركوب الدراجات للسيدات 2020‏ - منتخب الأرجنتين الوطني لسباق الدراجات على الطريق للسيدات 2020‏ - 2020 فريق إثيوبيا لركوب الدراجات للرجال‏ - فريق المغرب لركوب الدراجات 2020 ‏ - منتخب النمسا لركوب الدراجات للسيدات 2020‏ |  |
| |  |

## المشاركون
| فريق هولندا لركوب الدراجات للسيدات 2020 ‏ NED | فريق هولندا لركوب الدراجات للسيدات 2020 ‏ NED | فريق هولندا لركوب الدراجات للسيدات 2020 ‏ NED |
| -------------------------------------------- | -------------------------------------------- | -------------------------------------------- |
| م                                            | عداء                                         | مرتبة                                        |
| 1                                            | أنيميك فان فليوتن                            | 2                                            |
| 2                                            | فلورتجي ماكايج                               | 92                                           |
| 3                                            | ايمي بيترز                                   | 34                                           |
| 4                                            | Chantal van den Broek-Blaak                  | 12                                           |
| 5                                            | أنا فان دير بريغين                           | 1                                            |
| 6                                            | Ellen van Dijk                               | 19                                           |
| 7                                            | ديمي فوليرينغ                                | 35                                           |
| 8                                            | ماريان فوس                                   | 4                                            |

| فريق إيطاليا لركوب الدراجات للسيدات 2020‏ ITA | فريق إيطاليا لركوب الدراجات للسيدات 2020‏ ITA | فريق إيطاليا لركوب الدراجات للسيدات 2020‏ ITA |
| -------------------------------------------- | -------------------------------------------- | -------------------------------------------- |
| م                                            | عداء                                         | مرتبة                                        |
| 9                                            | مارتا كافالي                                 | 33                                           |
| 10                                           | إيلينا سيتشيني                               | لم يكمل السباق                               |
| 11                                           | تاتيانا جوديرزو                              | 45                                           |
| 12                                           | إليسا ونغو بورغيني                           | 3                                            |
| 13                                           | إيريكا ماجندي                                | 65                                           |
| 14                                           | ثريا بالادين                                 | 67                                           |
| 15                                           | Katia Ragusa ‏                                | 31                                           |

| فريق ألمانيا لركوب الدراجات للسيدات 2020‏ GER | فريق ألمانيا لركوب الدراجات للسيدات 2020‏ GER | فريق ألمانيا لركوب الدراجات للسيدات 2020‏ GER |
| -------------------------------------------- | -------------------------------------------- | -------------------------------------------- |
| م                                            | عداء                                         | مرتبة                                        |
| 16                                           | ليزا برينور                                  | 9                                            |
| 17                                           | Kathrin Hammes ‏                              | 101                                          |
| 18                                           | رومي كاسبر                                   | لم يكمل السباق                               |
| 19                                           | فرانشيسكا كوش ‏                               | 75                                           |
| 20                                           | ميكي كروجر                                   | 99                                           |
| 21                                           | ليان ليبرت                                   | 5                                            |
| 22                                           | تريكسي ووراك                                 | لم يكمل السباق                               |

| فريق أستراليا لركوب الدراجات للسيدات 2020‏ AUS | فريق أستراليا لركوب الدراجات للسيدات 2020‏ AUS | فريق أستراليا لركوب الدراجات للسيدات 2020‏ AUS |
| --------------------------------------------- | --------------------------------------------- | --------------------------------------------- |
| م                                             | عداء                                          | مرتبة                                         |
| 23                                            | غريس براون                                    | 91                                            |
| 24                                            | برودي شابمان                                  | 32                                            |
| 25                                            | Shara Marche                                  | لم يكمل السباق                                |
| 26                                            | لوسي كينيدي                                   | 28                                            |
| 27                                            | Rachel Neylan ‏                                | 51                                            |
| 28                                            | سارة روي                                      | 68                                            |
| 29                                            | تيفاني كرومويل                                | لم يكمل السباق                                |

| فريق الولايات المتحدة لركوب الدراجات للسيدات 2020‏ USA | فريق الولايات المتحدة لركوب الدراجات للسيدات 2020‏ USA | فريق الولايات المتحدة لركوب الدراجات للسيدات 2020‏ USA |
| ----------------------------------------------------- | ----------------------------------------------------- | ----------------------------------------------------- |
| م                                                     | عداء                                                  | مرتبة                                                 |
| 30                                                    | كريستابل دوبيل هيكوك                                  | 29                                                    |
| 32                                                    | أمبر نبين                                             | 69                                                    |
| 33                                                    | Coryn Rivera                                          | 37                                                    |
| 34                                                    | لورين ستيفنز                                          | 11                                                    |
| 35                                                    | تايلر وايلز                                           | 26                                                    |
| 36                                                    | روث ويندر                                             | لم يكمل السباق                                        |

| فريق الدنمارك لركوب الدراجات للسيدات 2020 ‏ DEN | فريق الدنمارك لركوب الدراجات للسيدات 2020 ‏ DEN | فريق الدنمارك لركوب الدراجات للسيدات 2020 ‏ DEN |
| ---------------------------------------------- | ---------------------------------------------- | ---------------------------------------------- |
| م                                              | عداء                                           | مرتبة                                          |
| 37                                             | Birgitte Krogsgaard ‏                           | لم يكمل السباق                                 |
| 38                                             | أمالي ديديريكسن                                | 90                                             |
| 39                                             | Emma Norsgaard                                 | 61                                             |
| 40                                             | Julie Norman Leth ‏                             | 93                                             |
| 41                                             | سيسيلي أوتوب لودفيغ                            | 8                                              |
| 42                                             | بيرنيل ماثيسين                                 | لم يكمل السباق                                 |

| بريطانيا GBR | بريطانيا GBR    | بريطانيا GBR   |
| ------------ | --------------- | -------------- |
| م            | عداء            | مرتبة          |
| 43           | Elizabeth Banks | 63             |
| 44           | Alice Barnes    | لم يكمل السباق |
| 45           | هانا بارنز      | 36             |
| 46           | Lizzie Deignan  | 6              |
| 47           | آنا هندرسون     | 60             |
| 48           | Anna Shackley ‏  | 25             |

| فريق بولندا لركوب الدراجات للسيدات 2020‏ POL | فريق بولندا لركوب الدراجات للسيدات 2020‏ POL | فريق بولندا لركوب الدراجات للسيدات 2020‏ POL |
| ------------------------------------------- | ------------------------------------------- | ------------------------------------------- |
| م                                           | عداء                                        | مرتبة                                       |
| 49                                          | ماغورزاتا جاسيسكا                           | 80                                          |
| 50                                          | Karolina Kumięga ‏                           | 85                                          |
| 51                                          | Marta Lach ‏                                 | 48                                          |
| 52                                          | كاتارزينا نيفيادوما                         | 7                                           |
| 53                                          | Anna Plichta ‏                               | لم يكمل السباق                              |
| 54                                          | Katarzyna Wilkos ‏                           | لم يكمل السباق                              |

| فريق إسبانيا لركوب الدراجات للسيدات 2020 ‏ ESP | فريق إسبانيا لركوب الدراجات للسيدات 2020 ‏ ESP | فريق إسبانيا لركوب الدراجات للسيدات 2020 ‏ ESP |
| --------------------------------------------- | --------------------------------------------- | --------------------------------------------- |
| م                                             | عداء                                          | مرتبة                                         |
| 55                                            | ساندرا ألونسو                                 | 98                                            |
| 56                                            | مارغريتا فيكتوريا غارسيا                      | 18                                            |
| 57                                            | أليسيا غونزاليس بلانكو                        | 97                                            |
| 58                                            | سارا مارتين                                   | 79                                            |
| 59                                            | غلوريا رودريغيز                               | لم يكمل السباق                                |
| 60                                            | أني سانستيبان                                 | 23                                            |

| فريق بلجيكا لركوب الدراجات للسيدات 2020 ‏ BEL | فريق بلجيكا لركوب الدراجات للسيدات 2020 ‏ BEL | فريق بلجيكا لركوب الدراجات للسيدات 2020 ‏ BEL |
| -------------------------------------------- | -------------------------------------------- | -------------------------------------------- |
| م                                            | عداء                                         | مرتبة                                        |
| 61                                           | Valerie Demey ‏                               | 50                                           |
| 62                                           | Mieke Docx ‏                                  | 102                                          |
| 63                                           | Lone Meertens ‏                               | 94                                           |
| 64                                           | آن صوفي دويك                                 | لم يكمل السباق                               |
| 65                                           | Fien van Eynde ‏                              | 100                                          |
| 66                                           | Jesse Vandenbulcke ‏                          | 53                                           |

| فريق فرنسا لركوب الدراجات للسيدات 2020 ‏ FRA | فريق فرنسا لركوب الدراجات للسيدات 2020 ‏ FRA | فريق فرنسا لركوب الدراجات للسيدات 2020 ‏ FRA |
| ------------------------------------------- | ------------------------------------------- | ------------------------------------------- |
| م                                           | عداء                                        | مرتبة                                       |
| 67                                          | Audrey Cordon-Ragot                         | 13                                          |
| 68                                          | Victorie Guilman ‏                           | 72                                          |
| 69                                          | جولييت لابوس                                | 41                                          |
| 70                                          | Sandra Levenez ‏                             | 27                                          |
| 71                                          | Évita Muzic ‏                                | 20                                          |

| فريق نيوزيلندا لركوب الدراجات للسيدات 2020‏ NZL | فريق نيوزيلندا لركوب الدراجات للسيدات 2020‏ NZL | فريق نيوزيلندا لركوب الدراجات للسيدات 2020‏ NZL |
| ---------------------------------------------- | ---------------------------------------------- | ---------------------------------------------- |
| م                                              | عداء                                           | مرتبة                                          |
| 72                                             | Niamh Fisher-Black ‏                            | 15                                             |
| 73                                             | Mikayla Harvey ‏                                | 22                                             |
| 74                                             | جورجيا وليامز                                  | 46                                             |

| منتخب كوبا الوطني لسباق الدراجات على الطريق للسيدات 2020‏ CUB | منتخب كوبا الوطني لسباق الدراجات على الطريق للسيدات 2020‏ CUB | منتخب كوبا الوطني لسباق الدراجات على الطريق للسيدات 2020‏ CUB |
| ------------------------------------------------------------ | ------------------------------------------------------------ | ------------------------------------------------------------ |
| م                                                            | عداء                                                         | مرتبة                                                        |
| 75                                                           | أرلينيس سيرا                                                 | 39                                                           |

| فريق سلوفينيا لركوب الدراجات للسيدات 2020‏ SLO | فريق سلوفينيا لركوب الدراجات للسيدات 2020‏ SLO | فريق سلوفينيا لركوب الدراجات للسيدات 2020‏ SLO |
| --------------------------------------------- | --------------------------------------------- | --------------------------------------------- |
| م                                             | عداء                                          | مرتبة                                         |
| 76                                            | Urška Bravec ‏                                 | لم يكمل السباق                                |
| 77                                            | يوجينة بوجاك                                  | 14                                            |
| 78                                            | Špela Kern ‏                                   | 38                                            |
| 79                                            | Urša Pintar ‏                                  | 17                                            |
| 80                                            | Urška Žigart ‏                                 | 105                                           |

| فريق كندا لركوب الدراجات للسيدات 2020‏ CAN | فريق كندا لركوب الدراجات للسيدات 2020‏ CAN | فريق كندا لركوب الدراجات للسيدات 2020‏ CAN |
| ----------------------------------------- | ----------------------------------------- | ----------------------------------------- |
| م                                         | عداء                                      | مرتبة                                     |
| 81                                        | Marie-Soleil Blais ‏                       | لم يكمل السباق                            |
| 82                                        | كارول آن كانويل                           | 66                                        |
| 83                                        | أليسون جاكسون                             | 30                                        |
| 84                                        | ليا كيرشمان                               | 59                                        |
| 85                                        | Sara Poidevin ‏                            | 42                                        |
| 86                                        | Magdeleine Vallieres ‏                     | لم يكمل السباق                            |

| فريق أوكرانيا لركوب الدراجات للسيدات 2020‏ UKR | فريق أوكرانيا لركوب الدراجات للسيدات 2020‏ UKR | فريق أوكرانيا لركوب الدراجات للسيدات 2020‏ UKR |
| --------------------------------------------- | --------------------------------------------- | --------------------------------------------- |
| م                                             | عداء                                          | مرتبة                                         |
| 87                                            | Yuliia Biriukova ‏                             | 78                                            |
| 88                                            | Valeriya Kononenko ‏                           | لم يكمل السباق                                |
| 89                                            | Yevheniya Vysotska ‏                           | 57                                            |

| فريق جنوب أفريقيا لركوب الدراجات للسيدات 2020‏ RSA | فريق جنوب أفريقيا لركوب الدراجات للسيدات 2020‏ RSA | فريق جنوب أفريقيا لركوب الدراجات للسيدات 2020‏ RSA |
| ------------------------------------------------- | ------------------------------------------------- | ------------------------------------------------- |
| م                                                 | عداء                                              | مرتبة                                             |
| 90                                                | Kerry Jonker ‏                                     | لم يكمل السباق                                    |
| 91                                                | آشلي مولمان                                       | 56                                                |

| فريق روسيا لركوب الدراجات للسيدات 2020 ‏ RUS | فريق روسيا لركوب الدراجات للسيدات 2020 ‏ RUS | فريق روسيا لركوب الدراجات للسيدات 2020 ‏ RUS |
| ------------------------------------------- | ------------------------------------------- | ------------------------------------------- |
| م                                           | عداء                                        | مرتبة                                       |
| 92                                          | Aigul Gareeva ‏                              | 43                                          |
| 93                                          | ديانا كليموفا                               | 77                                          |
| 94                                          | Maria Novolodskaya ‏                         | 49                                          |

| فريق النرويج لركوب الدراجات للسيدات 2020 ‏ NOR | فريق النرويج لركوب الدراجات للسيدات 2020 ‏ NOR | فريق النرويج لركوب الدراجات للسيدات 2020 ‏ NOR |
| --------------------------------------------- | --------------------------------------------- | --------------------------------------------- |
| م                                             | عداء                                          | مرتبة                                         |
| 95                                            | Katrine Aalerud ‏                              | 24                                            |
| 96                                            | سوزان أندرسن                                  | 70                                            |
| 97                                            | Stine Borgli ‏                                 | 71                                            |
| 98                                            | Martine Gjøs ‏                                 | لم يكمل السباق                                |
| 99                                            | Ingrid Lorvik ‏                                | 89                                            |
| 100                                           | Mie Bjørndal Ottestad ‏                        | لم يكمل السباق                                |

| فريق السويد لركوب الدراجات للسيدات 2020‏ SWE | فريق السويد لركوب الدراجات للسيدات 2020‏ SWE | فريق السويد لركوب الدراجات للسيدات 2020‏ SWE |
| ------------------------------------------- | ------------------------------------------- | ------------------------------------------- |
| م                                           | عداء                                        | مرتبة                                       |
| 101                                         | Julia Borgström ‏                            | 104                                         |
| 102                                         | حنا نيلسون                                  | 52                                          |
| 103                                         | Lisa Nordén ‏                                | لم يكمل السباق                              |

| فريق لوكسمبورغ لركوب الدراجات للسيدات 2020‏ LUX | فريق لوكسمبورغ لركوب الدراجات للسيدات 2020‏ LUX | فريق لوكسمبورغ لركوب الدراجات للسيدات 2020‏ LUX |
| ---------------------------------------------- | ---------------------------------------------- | ---------------------------------------------- |
| م                                              | عداء                                           | مرتبة                                          |
| 104                                            | Nina Berton ‏                                   | لم يكمل السباق                                 |
| 105                                            | Claire Faber ‏                                  | لم يكمل السباق                                 |
| 106                                            | كريستين ماجروس                                 | 62                                             |

| فريق روسيا البيضاء لركوب الدراجات للسيدات 2020 ‏ BLR | فريق روسيا البيضاء لركوب الدراجات للسيدات 2020 ‏ BLR | فريق روسيا البيضاء لركوب الدراجات للسيدات 2020 ‏ BLR |
| --------------------------------------------------- | --------------------------------------------------- | --------------------------------------------------- |
| م                                                   | عداء                                                | مرتبة                                               |
| 107                                                 | ألينا أمياليوسيك                                    | لم يكمل السباق                                      |
| 108                                                 | Anastasiya Kolesava ‏                                | 84                                                  |

| فريق ليتوانيا لركوب الدراجات للسيدات 2020‏ LTU | فريق ليتوانيا لركوب الدراجات للسيدات 2020‏ LTU | فريق ليتوانيا لركوب الدراجات للسيدات 2020‏ LTU |
| --------------------------------------------- | --------------------------------------------- | --------------------------------------------- |
| م                                             | عداء                                          | مرتبة                                         |
| 109                                           | Olivija Baleišytė ‏                            | 103                                           |
| 110                                           | Akvilė Gedraitytė ‏                            | لم يكمل السباق                                |
| 111                                           | راسا ليليفيتو                                 | 16                                            |

| منتخب النمسا لركوب الدراجات للسيدات 2020‏ AUT | منتخب النمسا لركوب الدراجات للسيدات 2020‏ AUT | منتخب النمسا لركوب الدراجات للسيدات 2020‏ AUT |
| -------------------------------------------- | -------------------------------------------- | -------------------------------------------- |
| م                                            | عداء                                         | مرتبة                                        |
| 112                                          | آنا كيزنهوفر                                 | 44                                           |
| 113                                          | Sarah Rijkes ‏                                | 86                                           |
| 114                                          | Angelika Tazreiter ‏                          | لم يكمل السباق                               |

| فريق سويسرا لركوب الدراجات للسيدات 2020 ‏ SUI | فريق سويسرا لركوب الدراجات للسيدات 2020 ‏ SUI | فريق سويسرا لركوب الدراجات للسيدات 2020 ‏ SUI |
| -------------------------------------------- | -------------------------------------------- | -------------------------------------------- |
| م                                            | عداء                                         | مرتبة                                        |
| 115                                          | Elise Chabbey ‏                               | 58                                           |
| 116                                          | Melanie Maurer ‏                              | 73                                           |
| 117                                          | مارلين رويسر                                 | 10                                           |
| 118                                          | Noemi Rüegg ‏                                 | 87                                           |

| فريق المجر لركوب الدراجات للسيدات 2020‏ HUN | فريق المجر لركوب الدراجات للسيدات 2020‏ HUN | فريق المجر لركوب الدراجات للسيدات 2020‏ HUN |
| ------------------------------------------ | ------------------------------------------ | ------------------------------------------ |
| م                                          | عداء                                       | مرتبة                                      |
| 119                                        | Blanka Vas ‏                                | 54                                         |

| فريق سلوفاكيا لركوب الدراجات للسيدات 2020‏ SVK | فريق سلوفاكيا لركوب الدراجات للسيدات 2020‏ SVK | فريق سلوفاكيا لركوب الدراجات للسيدات 2020‏ SVK |
| --------------------------------------------- | --------------------------------------------- | --------------------------------------------- |
| م                                             | عداء                                          | مرتبة                                         |
| 120                                           | Tereza Medveďová ‏                             | 95                                            |

| فريق التشيك لركوب الدراجات للسيدات 2020‏ CZE | فريق التشيك لركوب الدراجات للسيدات 2020‏ CZE | فريق التشيك لركوب الدراجات للسيدات 2020‏ CZE |
| ------------------------------------------- | ------------------------------------------- | ------------------------------------------- |
| م                                           | عداء                                        | مرتبة                                       |
| 121                                         | جارماليا ماشاكوفا                           | 76                                          |
| 122                                         | Tereza Neumanová ‏                           | 74                                          |
| 123                                         | Nikola Nosková ‏                             | 64                                          |

| فريق آيسلندا لسباق الدراجات على الطريق للسيدات 2020‏ ISL | فريق آيسلندا لسباق الدراجات على الطريق للسيدات 2020‏ ISL | فريق آيسلندا لسباق الدراجات على الطريق للسيدات 2020‏ ISL |
| ------------------------------------------------------- | ------------------------------------------------------- | ------------------------------------------------------- |
| م                                                       | عداء                                                    | مرتبة                                                   |
| 124                                                     | Agusta Edda Bjornsdóttir ‏                               | لم يكمل السباق                                          |
| 125                                                     | Bríet Kristý Gunnarsdóttir ‏                             | لم يكمل السباق                                          |
| 126                                                     | Hafdís Sigurðardóttir ‏                                  | لم يكمل السباق                                          |

| فريق إستونيا لركوب الدراجات للسيدات 2020‏ EST | فريق إستونيا لركوب الدراجات للسيدات 2020‏ EST | فريق إستونيا لركوب الدراجات للسيدات 2020‏ EST |
| -------------------------------------------- | -------------------------------------------- | -------------------------------------------- |
| م                                            | عداء                                         | مرتبة                                        |
| 127                                          | Mae Lang ‏                                    | لم يكمل السباق                               |

| فريق كولومبيا لركوب الدراجات للسيدات 2020‏ COL | فريق كولومبيا لركوب الدراجات للسيدات 2020‏ COL | فريق كولومبيا لركوب الدراجات للسيدات 2020‏ COL |
| --------------------------------------------- | --------------------------------------------- | --------------------------------------------- |
| م                                             | عداء                                          | مرتبة                                         |
| 128                                           | Daniela Atehortua ‏                            | لم يكمل السباق                                |
| 129                                           | Paula Patiño ‏                                 | 55                                            |
| 130                                           | Carolina Upegui ‏                              | 83                                            |

| فريق ترينيداد وتوباغو لسباق الدراجات للسيدات 2020‏ TTO | فريق ترينيداد وتوباغو لسباق الدراجات للسيدات 2020‏ TTO | فريق ترينيداد وتوباغو لسباق الدراجات للسيدات 2020‏ TTO |
| ----------------------------------------------------- | ----------------------------------------------------- | ----------------------------------------------------- |
| م                                                     | عداء                                                  | مرتبة                                                 |
| 131                                                   | Teniel Campbell ‏                                      | 47                                                    |

| فريق إسرائيل لسباق الدراجات على الطريق للسيدات 2020‏ ISR | فريق إسرائيل لسباق الدراجات على الطريق للسيدات 2020‏ ISR | فريق إسرائيل لسباق الدراجات على الطريق للسيدات 2020‏ ISR |
| ------------------------------------------------------- | ------------------------------------------------------- | ------------------------------------------------------- |
| م                                                       | عداء                                                    | مرتبة                                                   |
| 133                                                     | Omer Shapira ‏                                           | 40                                                      |

| فريق المكسيك لركوب الدراجات للسيدات 2020‏ MEX | فريق المكسيك لركوب الدراجات للسيدات 2020‏ MEX | فريق المكسيك لركوب الدراجات للسيدات 2020‏ MEX |
| -------------------------------------------- | -------------------------------------------- | -------------------------------------------- |
| م                                            | عداء                                         | مرتبة                                        |
| 134                                          | Antonieta Gaxiola ‏                           | لم يكمل السباق                               |
| 135                                          | أريادنا غوتيريز                              | 81                                           |
| 136                                          | أندريا راميريز                               | لم يكمل السباق                               |
| 137                                          | Brenda Santoyo ‏                              | لم يكمل السباق                               |

| فريق أوزبكستان لسباق الدراجات للسيدات‏ UZB | فريق أوزبكستان لسباق الدراجات للسيدات‏ UZB | فريق أوزبكستان لسباق الدراجات للسيدات‏ UZB |
| ----------------------------------------- | ----------------------------------------- | ----------------------------------------- |
| م                                         | عداء                                      | مرتبة                                     |
| 138                                       | أولغا زابيلينسكايا                        | لم يبدأ                                   |

| فريق اليابان لركوب الدراجات للسيدات 2020‏ JPN | فريق اليابان لركوب الدراجات للسيدات 2020‏ JPN | فريق اليابان لركوب الدراجات للسيدات 2020‏ JPN |
| -------------------------------------------- | -------------------------------------------- | -------------------------------------------- |
| م                                            | عداء                                         | مرتبة                                        |
| 139                                          | Eri Yonamine ‏                                | 21                                           |

| منتخب تشيلي الوطني لسباق الدراجات على الطريق للسيدات 2020‏ CHI | منتخب تشيلي الوطني لسباق الدراجات على الطريق للسيدات 2020‏ CHI | منتخب تشيلي الوطني لسباق الدراجات على الطريق للسيدات 2020‏ CHI |
| ------------------------------------------------------------- | ------------------------------------------------------------- | ------------------------------------------------------------- |
| م                                                             | عداء                                                          | مرتبة                                                         |
| 140                                                           | Catalina Soto ‏                                                | 96                                                            |

| فريق لاتفيا لركوب الدراجات للسيدات 2020‏ LAT | فريق لاتفيا لركوب الدراجات للسيدات 2020‏ LAT | فريق لاتفيا لركوب الدراجات للسيدات 2020‏ LAT |
| ------------------------------------------- | ------------------------------------------- | ------------------------------------------- |
| م                                           | عداء                                        | مرتبة                                       |
| 141                                         | Lija Laizāne                                | 82                                          |

| منتخب الأرجنتين الوطني لسباق الدراجات على الطريق للسيدات 2020‏ ARG | منتخب الأرجنتين الوطني لسباق الدراجات على الطريق للسيدات 2020‏ ARG | منتخب الأرجنتين الوطني لسباق الدراجات على الطريق للسيدات 2020‏ ARG |
| ----------------------------------------------------------------- | ----------------------------------------------------------------- | ----------------------------------------------------------------- |
| م                                                                 | عداء                                                              | مرتبة                                                             |
| 142                                                               | فرناندا يابورا                                                    | لم يكمل السباق                                                    |

| فريق إثيوبيا لسباق الدراجات للسيدات‏ ETH | فريق إثيوبيا لسباق الدراجات للسيدات‏ ETH | فريق إثيوبيا لسباق الدراجات للسيدات‏ ETH |
| --------------------------------------- | --------------------------------------- | --------------------------------------- |
| م                                       | عداء                                    | مرتبة                                   |
| 143                                     | Eyeru Tesfoam Gebru ‏                    | 88                                      |

| فريق المغرب لسباق الدراجات للسيدات 2020‏ MAR | فريق المغرب لسباق الدراجات للسيدات 2020‏ MAR | فريق المغرب لسباق الدراجات للسيدات 2020‏ MAR |
| ------------------------------------------- | ------------------------------------------- | ------------------------------------------- |
| م                                           | عداء                                        | مرتبة                                       |
| 144                                         | Fatima El Hayani ‏                           | لم يكمل السباق                              |
| 145                                         | Siham Es Sad ‏                               | لم يكمل السباق                              |

| فريق هولندا لركوب الدراجات للسيدات 2020 ‏ NED | فريق هولندا لركوب الدراجات للسيدات 2020 ‏ NED | فريق هولندا لركوب الدراجات للسيدات 2020 ‏ NED |
| -------------------------------------------- | -------------------------------------------- | -------------------------------------------- |
| م                                            | عداء                                         | مرتبة                                        |
| 1                                            | أنيميك فان فليوتن                            | 2                                            |
| 2                                            | فلورتجي ماكايج                               | 92                                           |
| 3                                            | ايمي بيترز                                   | 34                                           |
| 4                                            | Chantal van den Broek-Blaak                  | 12                                           |
| 5                                            | أنا فان دير بريغين                           | 1                                            |
| 6                                            | Ellen van Dijk                               | 19                                           |
| 7                                            | ديمي فوليرينغ                                | 35                                           |
| 8                                            | ماريان فوس                                   | 4                                            |

| فريق إيطاليا لركوب الدراجات للسيدات 2020‏ ITA | فريق إيطاليا لركوب الدراجات للسيدات 2020‏ ITA | فريق إيطاليا لركوب الدراجات للسيدات 2020‏ ITA |
| -------------------------------------------- | -------------------------------------------- | -------------------------------------------- |
| م                                            | عداء                                         | مرتبة                                        |
| 9                                            | مارتا كافالي                                 | 33                                           |
| 10                                           | إيلينا سيتشيني                               | لم يكمل السباق                               |
| 11                                           | تاتيانا جوديرزو                              | 45                                           |
| 12                                           | إليسا ونغو بورغيني                           | 3                                            |
| 13                                           | إيريكا ماجندي                                | 65                                           |
| 14                                           | ثريا بالادين                                 | 67                                           |
| 15                                           | Katia Ragusa ‏                                | 31                                           |

| فريق ألمانيا لركوب الدراجات للسيدات 2020‏ GER | فريق ألمانيا لركوب الدراجات للسيدات 2020‏ GER | فريق ألمانيا لركوب الدراجات للسيدات 2020‏ GER |
| -------------------------------------------- | -------------------------------------------- | -------------------------------------------- |
| م                                            | عداء                                         | مرتبة                                        |
| 16                                           | ليزا برينور                                  | 9                                            |
| 17                                           | Kathrin Hammes ‏                              | 101                                          |
| 18                                           | رومي كاسبر                                   | لم يكمل السباق                               |
| 19                                           | فرانشيسكا كوش ‏                               | 75                                           |
| 20                                           | ميكي كروجر                                   | 99                                           |
| 21                                           | ليان ليبرت                                   | 5                                            |
| 22                                           | تريكسي ووراك                                 | لم يكمل السباق                               |

| فريق أستراليا لركوب الدراجات للسيدات 2020‏ AUS | فريق أستراليا لركوب الدراجات للسيدات 2020‏ AUS | فريق أستراليا لركوب الدراجات للسيدات 2020‏ AUS |
| --------------------------------------------- | --------------------------------------------- | --------------------------------------------- |
| م                                             | عداء                                          | مرتبة                                         |
| 23                                            | غريس براون                                    | 91                                            |
| 24                                            | برودي شابمان                                  | 32                                            |
| 25                                            | Shara Marche                                  | لم يكمل السباق                                |
| 26                                            | لوسي كينيدي                                   | 28                                            |
| 27                                            | Rachel Neylan ‏                                | 51                                            |
| 28                                            | سارة روي                                      | 68                                            |
| 29                                            | تيفاني كرومويل                                | لم يكمل السباق                                |

| فريق الولايات المتحدة لركوب الدراجات للسيدات 2020‏ USA | فريق الولايات المتحدة لركوب الدراجات للسيدات 2020‏ USA | فريق الولايات المتحدة لركوب الدراجات للسيدات 2020‏ USA |
| ----------------------------------------------------- | ----------------------------------------------------- | ----------------------------------------------------- |
| م                                                     | عداء                                                  | مرتبة                                                 |
| 30                                                    | كريستابل دوبيل هيكوك                                  | 29                                                    |
| 32                                                    | أمبر نبين                                             | 69                                                    |
| 33                                                    | Coryn Rivera                                          | 37                                                    |
| 34                                                    | لورين ستيفنز                                          | 11                                                    |
| 35                                                    | تايلر وايلز                                           | 26                                                    |
| 36                                                    | روث ويندر                                             | لم يكمل السباق                                        |

| فريق الدنمارك لركوب الدراجات للسيدات 2020 ‏ DEN | فريق الدنمارك لركوب الدراجات للسيدات 2020 ‏ DEN | فريق الدنمارك لركوب الدراجات للسيدات 2020 ‏ DEN |
| ---------------------------------------------- | ---------------------------------------------- | ---------------------------------------------- |
| م                                              | عداء                                           | مرتبة                                          |
| 37                                             | Birgitte Krogsgaard ‏                           | لم يكمل السباق                                 |
| 38                                             | أمالي ديديريكسن                                | 90                                             |
| 39                                             | Emma Norsgaard                                 | 61                                             |
| 40                                             | Julie Norman Leth ‏                             | 93                                             |
| 41                                             | سيسيلي أوتوب لودفيغ                            | 8                                              |
| 42                                             | بيرنيل ماثيسين                                 | لم يكمل السباق                                 |

| بريطانيا GBR | بريطانيا GBR    | بريطانيا GBR   |
| ------------ | --------------- | -------------- |
| م            | عداء            | مرتبة          |
| 43           | Elizabeth Banks | 63             |
| 44           | Alice Barnes    | لم يكمل السباق |
| 45           | هانا بارنز      | 36             |
| 46           | Lizzie Deignan  | 6              |
| 47           | آنا هندرسون     | 60             |
| 48           | Anna Shackley ‏  | 25             |

| فريق بولندا لركوب الدراجات للسيدات 2020‏ POL | فريق بولندا لركوب الدراجات للسيدات 2020‏ POL | فريق بولندا لركوب الدراجات للسيدات 2020‏ POL |
| ------------------------------------------- | ------------------------------------------- | ------------------------------------------- |
| م                                           | عداء                                        | مرتبة                                       |
| 49                                          | ماغورزاتا جاسيسكا                           | 80                                          |
| 50                                          | Karolina Kumięga ‏                           | 85                                          |
| 51                                          | Marta Lach ‏                                 | 48                                          |
| 52                                          | كاتارزينا نيفيادوما                         | 7                                           |
| 53                                          | Anna Plichta ‏                               | لم يكمل السباق                              |
| 54                                          | Katarzyna Wilkos ‏                           | لم يكمل السباق                              |

| فريق إسبانيا لركوب الدراجات للسيدات 2020 ‏ ESP | فريق إسبانيا لركوب الدراجات للسيدات 2020 ‏ ESP | فريق إسبانيا لركوب الدراجات للسيدات 2020 ‏ ESP |
| --------------------------------------------- | --------------------------------------------- | --------------------------------------------- |
| م                                             | عداء                                          | مرتبة                                         |
| 55                                            | ساندرا ألونسو                                 | 98                                            |
| 56                                            | مارغريتا فيكتوريا غارسيا                      | 18                                            |
| 57                                            | أليسيا غونزاليس بلانكو                        | 97                                            |
| 58                                            | سارا مارتين                                   | 79                                            |
| 59                                            | غلوريا رودريغيز                               | لم يكمل السباق                                |
| 60                                            | أني سانستيبان                                 | 23                                            |

| فريق بلجيكا لركوب الدراجات للسيدات 2020 ‏ BEL | فريق بلجيكا لركوب الدراجات للسيدات 2020 ‏ BEL | فريق بلجيكا لركوب الدراجات للسيدات 2020 ‏ BEL |
| -------------------------------------------- | -------------------------------------------- | -------------------------------------------- |
| م                                            | عداء                                         | مرتبة                                        |
| 61                                           | Valerie Demey ‏                               | 50                                           |
| 62                                           | Mieke Docx ‏                                  | 102                                          |
| 63                                           | Lone Meertens ‏                               | 94                                           |
| 64                                           | آن صوفي دويك                                 | لم يكمل السباق                               |
| 65                                           | Fien van Eynde ‏                              | 100                                          |
| 66                                           | Jesse Vandenbulcke ‏                          | 53                                           |

| فريق فرنسا لركوب الدراجات للسيدات 2020 ‏ FRA | فريق فرنسا لركوب الدراجات للسيدات 2020 ‏ FRA | فريق فرنسا لركوب الدراجات للسيدات 2020 ‏ FRA |
| ------------------------------------------- | ------------------------------------------- | ------------------------------------------- |
| م                                           | عداء                                        | مرتبة                                       |
| 67                                          | Audrey Cordon-Ragot                         | 13                                          |
| 68                                          | Victorie Guilman ‏                           | 72                                          |
| 69                                          | جولييت لابوس                                | 41                                          |
| 70                                          | Sandra Levenez ‏                             | 27                                          |
| 71                                          | Évita Muzic ‏                                | 20                                          |

| فريق نيوزيلندا لركوب الدراجات للسيدات 2020‏ NZL | فريق نيوزيلندا لركوب الدراجات للسيدات 2020‏ NZL | فريق نيوزيلندا لركوب الدراجات للسيدات 2020‏ NZL |
| ---------------------------------------------- | ---------------------------------------------- | ---------------------------------------------- |
| م                                              | عداء                                           | مرتبة                                          |
| 72                                             | Niamh Fisher-Black ‏                            | 15                                             |
| 73                                             | Mikayla Harvey ‏                                | 22                                             |
| 74                                             | جورجيا وليامز                                  | 46                                             |

| منتخب كوبا الوطني لسباق الدراجات على الطريق للسيدات 2020‏ CUB | منتخب كوبا الوطني لسباق الدراجات على الطريق للسيدات 2020‏ CUB | منتخب كوبا الوطني لسباق الدراجات على الطريق للسيدات 2020‏ CUB |
| ------------------------------------------------------------ | ------------------------------------------------------------ | ------------------------------------------------------------ |
| م                                                            | عداء                                                         | مرتبة                                                        |
| 75                                                           | أرلينيس سيرا                                                 | 39                                                           |

| فريق سلوفينيا لركوب الدراجات للسيدات 2020‏ SLO | فريق سلوفينيا لركوب الدراجات للسيدات 2020‏ SLO | فريق سلوفينيا لركوب الدراجات للسيدات 2020‏ SLO |
| --------------------------------------------- | --------------------------------------------- | --------------------------------------------- |
| م                                             | عداء                                          | مرتبة                                         |
| 76                                            | Urška Bravec ‏                                 | لم يكمل السباق                                |
| 77                                            | يوجينة بوجاك                                  | 14                                            |
| 78                                            | Špela Kern ‏                                   | 38                                            |
| 79                                            | Urša Pintar ‏                                  | 17                                            |
| 80                                            | Urška Žigart ‏                                 | 105                                           |

| فريق كندا لركوب الدراجات للسيدات 2020‏ CAN | فريق كندا لركوب الدراجات للسيدات 2020‏ CAN | فريق كندا لركوب الدراجات للسيدات 2020‏ CAN |
| ----------------------------------------- | ----------------------------------------- | ----------------------------------------- |
| م                                         | عداء                                      | مرتبة                                     |
| 81                                        | Marie-Soleil Blais ‏                       | لم يكمل السباق                            |
| 82                                        | كارول آن كانويل                           | 66                                        |
| 83                                        | أليسون جاكسون                             | 30                                        |
| 84                                        | ليا كيرشمان                               | 59                                        |
| 85                                        | Sara Poidevin ‏                            | 42                                        |
| 86                                        | Magdeleine Vallieres ‏                     | لم يكمل السباق                            |

| فريق أوكرانيا لركوب الدراجات للسيدات 2020‏ UKR | فريق أوكرانيا لركوب الدراجات للسيدات 2020‏ UKR | فريق أوكرانيا لركوب الدراجات للسيدات 2020‏ UKR |
| --------------------------------------------- | --------------------------------------------- | --------------------------------------------- |
| م                                             | عداء                                          | مرتبة                                         |
| 87                                            | Yuliia Biriukova ‏                             | 78                                            |
| 88                                            | Valeriya Kononenko ‏                           | لم يكمل السباق                                |
| 89                                            | Yevheniya Vysotska ‏                           | 57                                            |

| فريق جنوب أفريقيا لركوب الدراجات للسيدات 2020‏ RSA | فريق جنوب أفريقيا لركوب الدراجات للسيدات 2020‏ RSA | فريق جنوب أفريقيا لركوب الدراجات للسيدات 2020‏ RSA |
| ------------------------------------------------- | ------------------------------------------------- | ------------------------------------------------- |
| م                                                 | عداء                                              | مرتبة                                             |
| 90                                                | Kerry Jonker ‏                                     | لم يكمل السباق                                    |
| 91                                                | آشلي مولمان                                       | 56                                                |

| فريق روسيا لركوب الدراجات للسيدات 2020 ‏ RUS | فريق روسيا لركوب الدراجات للسيدات 2020 ‏ RUS | فريق روسيا لركوب الدراجات للسيدات 2020 ‏ RUS |
| ------------------------------------------- | ------------------------------------------- | ------------------------------------------- |
| م                                           | عداء                                        | مرتبة                                       |
| 92                                          | Aigul Gareeva ‏                              | 43                                          |
| 93                                          | ديانا كليموفا                               | 77                                          |
| 94                                          | Maria Novolodskaya ‏                         | 49                                          |

| فريق النرويج لركوب الدراجات للسيدات 2020 ‏ NOR | فريق النرويج لركوب الدراجات للسيدات 2020 ‏ NOR | فريق النرويج لركوب الدراجات للسيدات 2020 ‏ NOR |
| --------------------------------------------- | --------------------------------------------- | --------------------------------------------- |
| م                                             | عداء                                          | مرتبة                                         |
| 95                                            | Katrine Aalerud ‏                              | 24                                            |
| 96                                            | سوزان أندرسن                                  | 70                                            |
| 97                                            | Stine Borgli ‏                                 | 71                                            |
| 98                                            | Martine Gjøs ‏                                 | لم يكمل السباق                                |
| 99                                            | Ingrid Lorvik ‏                                | 89                                            |
| 100                                           | Mie Bjørndal Ottestad ‏                        | لم يكمل السباق                                |

| فريق السويد لركوب الدراجات للسيدات 2020‏ SWE | فريق السويد لركوب الدراجات للسيدات 2020‏ SWE | فريق السويد لركوب الدراجات للسيدات 2020‏ SWE |
| ------------------------------------------- | ------------------------------------------- | ------------------------------------------- |
| م                                           | عداء                                        | مرتبة                                       |
| 101                                         | Julia Borgström ‏                            | 104                                         |
| 102                                         | حنا نيلسون                                  | 52                                          |
| 103                                         | Lisa Nordén ‏                                | لم يكمل السباق                              |

| فريق لوكسمبورغ لركوب الدراجات للسيدات 2020‏ LUX | فريق لوكسمبورغ لركوب الدراجات للسيدات 2020‏ LUX | فريق لوكسمبورغ لركوب الدراجات للسيدات 2020‏ LUX |
| ---------------------------------------------- | ---------------------------------------------- | ---------------------------------------------- |
| م                                              | عداء                                           | مرتبة                                          |
| 104                                            | Nina Berton ‏                                   | لم يكمل السباق                                 |
| 105                                            | Claire Faber ‏                                  | لم يكمل السباق                                 |
| 106                                            | كريستين ماجروس                                 | 62                                             |

| فريق روسيا البيضاء لركوب الدراجات للسيدات 2020 ‏ BLR | فريق روسيا البيضاء لركوب الدراجات للسيدات 2020 ‏ BLR | فريق روسيا البيضاء لركوب الدراجات للسيدات 2020 ‏ BLR |
| --------------------------------------------------- | --------------------------------------------------- | --------------------------------------------------- |
| م                                                   | عداء                                                | مرتبة                                               |
| 107                                                 | ألينا أمياليوسيك                                    | لم يكمل السباق                                      |
| 108                                                 | Anastasiya Kolesava ‏                                | 84                                                  |

| فريق ليتوانيا لركوب الدراجات للسيدات 2020‏ LTU | فريق ليتوانيا لركوب الدراجات للسيدات 2020‏ LTU | فريق ليتوانيا لركوب الدراجات للسيدات 2020‏ LTU |
| --------------------------------------------- | --------------------------------------------- | --------------------------------------------- |
| م                                             | عداء                                          | مرتبة                                         |
| 109                                           | Olivija Baleišytė ‏                            | 103                                           |
| 110                                           | Akvilė Gedraitytė ‏                            | لم يكمل السباق                                |
| 111                                           | راسا ليليفيتو                                 | 16                                            |

| منتخب النمسا لركوب الدراجات للسيدات 2020‏ AUT | منتخب النمسا لركوب الدراجات للسيدات 2020‏ AUT | منتخب النمسا لركوب الدراجات للسيدات 2020‏ AUT |
| -------------------------------------------- | -------------------------------------------- | -------------------------------------------- |
| م                                            | عداء                                         | مرتبة                                        |
| 112                                          | آنا كيزنهوفر                                 | 44                                           |
| 113                                          | Sarah Rijkes ‏                                | 86                                           |
| 114                                          | Angelika Tazreiter ‏                          | لم يكمل السباق                               |

| فريق سويسرا لركوب الدراجات للسيدات 2020 ‏ SUI | فريق سويسرا لركوب الدراجات للسيدات 2020 ‏ SUI | فريق سويسرا لركوب الدراجات للسيدات 2020 ‏ SUI |
| -------------------------------------------- | -------------------------------------------- | -------------------------------------------- |
| م                                            | عداء                                         | مرتبة                                        |
| 115                                          | Elise Chabbey ‏                               | 58                                           |
| 116                                          | Melanie Maurer ‏                              | 73                                           |
| 117                                          | مارلين رويسر                                 | 10                                           |
| 118                                          | Noemi Rüegg ‏                                 | 87                                           |

| فريق المجر لركوب الدراجات للسيدات 2020‏ HUN | فريق المجر لركوب الدراجات للسيدات 2020‏ HUN | فريق المجر لركوب الدراجات للسيدات 2020‏ HUN |
| ------------------------------------------ | ------------------------------------------ | ------------------------------------------ |
| م                                          | عداء                                       | مرتبة                                      |
| 119                                        | Blanka Vas ‏                                | 54                                         |

| فريق سلوفاكيا لركوب الدراجات للسيدات 2020‏ SVK | فريق سلوفاكيا لركوب الدراجات للسيدات 2020‏ SVK | فريق سلوفاكيا لركوب الدراجات للسيدات 2020‏ SVK |
| --------------------------------------------- | --------------------------------------------- | --------------------------------------------- |
| م                                             | عداء                                          | مرتبة                                         |
| 120                                           | Tereza Medveďová ‏                             | 95                                            |

| فريق التشيك لركوب الدراجات للسيدات 2020‏ CZE | فريق التشيك لركوب الدراجات للسيدات 2020‏ CZE | فريق التشيك لركوب الدراجات للسيدات 2020‏ CZE |
| ------------------------------------------- | ------------------------------------------- | ------------------------------------------- |
| م                                           | عداء                                        | مرتبة                                       |
| 121                                         | جارماليا ماشاكوفا                           | 76                                          |
| 122                                         | Tereza Neumanová ‏                           | 74                                          |
| 123                                         | Nikola Nosková ‏                             | 64                                          |

| فريق آيسلندا لسباق الدراجات على الطريق للسيدات 2020‏ ISL | فريق آيسلندا لسباق الدراجات على الطريق للسيدات 2020‏ ISL | فريق آيسلندا لسباق الدراجات على الطريق للسيدات 2020‏ ISL |
| ------------------------------------------------------- | ------------------------------------------------------- | ------------------------------------------------------- |
| م                                                       | عداء                                                    | مرتبة                                                   |
| 124                                                     | Agusta Edda Bjornsdóttir ‏                               | لم يكمل السباق                                          |
| 125                                                     | Bríet Kristý Gunnarsdóttir ‏                             | لم يكمل السباق                                          |
| 126                                                     | Hafdís Sigurðardóttir ‏                                  | لم يكمل السباق                                          |

| فريق إستونيا لركوب الدراجات للسيدات 2020‏ EST | فريق إستونيا لركوب الدراجات للسيدات 2020‏ EST | فريق إستونيا لركوب الدراجات للسيدات 2020‏ EST |
| -------------------------------------------- | -------------------------------------------- | -------------------------------------------- |
| م                                            | عداء                                         | مرتبة                                        |
| 127                                          | Mae Lang ‏                                    | لم يكمل السباق                               |

| فريق كولومبيا لركوب الدراجات للسيدات 2020‏ COL | فريق كولومبيا لركوب الدراجات للسيدات 2020‏ COL | فريق كولومبيا لركوب الدراجات للسيدات 2020‏ COL |
| --------------------------------------------- | --------------------------------------------- | --------------------------------------------- |
| م                                             | عداء                                          | مرتبة                                         |
| 128                                           | Daniela Atehortua ‏                            | لم يكمل السباق                                |
| 129                                           | Paula Patiño ‏                                 | 55                                            |
| 130                                           | Carolina Upegui ‏                              | 83                                            |

| فريق ترينيداد وتوباغو لسباق الدراجات للسيدات 2020‏ TTO | فريق ترينيداد وتوباغو لسباق الدراجات للسيدات 2020‏ TTO | فريق ترينيداد وتوباغو لسباق الدراجات للسيدات 2020‏ TTO |
| ----------------------------------------------------- | ----------------------------------------------------- | ----------------------------------------------------- |
| م                                                     | عداء                                                  | مرتبة                                                 |
| 131                                                   | Teniel Campbell ‏                                      | 47                                                    |

| فريق إسرائيل لسباق الدراجات على الطريق للسيدات 2020‏ ISR | فريق إسرائيل لسباق الدراجات على الطريق للسيدات 2020‏ ISR | فريق إسرائيل لسباق الدراجات على الطريق للسيدات 2020‏ ISR |
| ------------------------------------------------------- | ------------------------------------------------------- | ------------------------------------------------------- |
| م                                                       | عداء                                                    | مرتبة                                                   |
| 133                                                     | Omer Shapira ‏                                           | 40                                                      |

| فريق المكسيك لركوب الدراجات للسيدات 2020‏ MEX | فريق المكسيك لركوب الدراجات للسيدات 2020‏ MEX | فريق المكسيك لركوب الدراجات للسيدات 2020‏ MEX |
| -------------------------------------------- | -------------------------------------------- | -------------------------------------------- |
| م                                            | عداء                                         | مرتبة                                        |
| 134                                          | Antonieta Gaxiola ‏                           | لم يكمل السباق                               |
| 135                                          | أريادنا غوتيريز                              | 81                                           |
| 136                                          | أندريا راميريز                               | لم يكمل السباق                               |
| 137                                          | Brenda Santoyo ‏                              | لم يكمل السباق                               |

| فريق أوزبكستان لسباق الدراجات للسيدات‏ UZB | فريق أوزبكستان لسباق الدراجات للسيدات‏ UZB | فريق أوزبكستان لسباق الدراجات للسيدات‏ UZB |
| ----------------------------------------- | ----------------------------------------- | ----------------------------------------- |
| م                                         | عداء                                      | مرتبة                                     |
| 138                                       | أولغا زابيلينسكايا                        | لم يبدأ                                   |

| فريق اليابان لركوب الدراجات للسيدات 2020‏ JPN | فريق اليابان لركوب الدراجات للسيدات 2020‏ JPN | فريق اليابان لركوب الدراجات للسيدات 2020‏ JPN |
| -------------------------------------------- | -------------------------------------------- | -------------------------------------------- |
| م                                            | عداء                                         | مرتبة                                        |
| 139                                          | Eri Yonamine ‏                                | 21                                           |

| منتخب تشيلي الوطني لسباق الدراجات على الطريق للسيدات 2020‏ CHI | منتخب تشيلي الوطني لسباق الدراجات على الطريق للسيدات 2020‏ CHI | منتخب تشيلي الوطني لسباق الدراجات على الطريق للسيدات 2020‏ CHI |
| ------------------------------------------------------------- | ------------------------------------------------------------- | ------------------------------------------------------------- |
| م                                                             | عداء                                                          | مرتبة                                                         |
| 140                                                           | Catalina Soto ‏                                                | 96                                                            |

| فريق لاتفيا لركوب الدراجات للسيدات 2020‏ LAT | فريق لاتفيا لركوب الدراجات للسيدات 2020‏ LAT | فريق لاتفيا لركوب الدراجات للسيدات 2020‏ LAT |
| ------------------------------------------- | ------------------------------------------- | ------------------------------------------- |
| م                                           | عداء                                        | مرتبة                                       |
| 141                                         | Lija Laizāne                                | 82                                          |

| منتخب الأرجنتين الوطني لسباق الدراجات على الطريق للسيدات 2020‏ ARG | منتخب الأرجنتين الوطني لسباق الدراجات على الطريق للسيدات 2020‏ ARG | منتخب الأرجنتين الوطني لسباق الدراجات على الطريق للسيدات 2020‏ ARG |
| ----------------------------------------------------------------- | ----------------------------------------------------------------- | ----------------------------------------------------------------- |
| م                                                                 | عداء                                                              | مرتبة                                                             |
| 142                                                               | فرناندا يابورا                                                    | لم يكمل السباق                                                    |

| فريق إثيوبيا لسباق الدراجات للسيدات‏ ETH | فريق إثيوبيا لسباق الدراجات للسيدات‏ ETH | فريق إثيوبيا لسباق الدراجات للسيدات‏ ETH |
| --------------------------------------- | --------------------------------------- | --------------------------------------- |
| م                                       | عداء                                    | مرتبة                                   |
| 143                                     | Eyeru Tesfoam Gebru ‏                    | 88                                      |

| فريق المغرب لسباق الدراجات للسيدات 2020‏ MAR | فريق المغرب لسباق الدراجات للسيدات 2020‏ MAR | فريق المغرب لسباق الدراجات للسيدات 2020‏ MAR |
| ------------------------------------------- | ------------------------------------------- | ------------------------------------------- |
| م                                           | عداء                                        | مرتبة                                       |
| 144                                         | Fatima El Hayani ‏                           | لم يكمل السباق                              |
| 145                                         | Siham Es Sad ‏                               | لم يكمل السباق                              |

## التصنيف العام النهائي
| \| التصنيف العام \| التصنيف العام \| التصنيف العام \| التصنيف العام \| التصنيف العام \| \| المتسابقة \| المتسابقة \| الفريق \| الوقت \| \| \| ------------- \| ------------------------------- \| ----------------------------------------------------- \| ------------- \| ------------- \| \| 1 \| أنا فان دير بريغين \| فريق هولندا لركوب الدراجات للسيدات 2020 [لغات أخرى]‏ \| 4 س 09 د 57 ث \| \| \| 2 \| أنيميك فان فليوتن \| فريق هولندا لركوب الدراجات للسيدات 2020 [لغات أخرى]‏ \| + 1 د 20 ث \| \| \| 3 \| إليسا ونغو بورغيني \| فريق إيطاليا لركوب الدراجات للسيدات 2020‏ \| + 1 د 20 ث \| \| \| 4 \| ماريان فوس \| فريق هولندا لركوب الدراجات للسيدات 2020 [لغات أخرى]‏ \| + 2 د 01 ث \| \| \| 5 \| ليان ليبرت \| فريق ألمانيا لركوب الدراجات للسيدات 2020‏ \| + 2 د 01 ث \| \| \| 6 \| Lizzie Deignan \| بريطانيا \| + 2 د 01 ث \| \| \| 7 \| كاتارزينا نيفيادوما \| فريق بولندا لركوب الدراجات للسيدات 2020‏ \| + 2 د 01 ث \| \| \| 8 \| سيسيلي أوتوب لودفيغ \| فريق الدنمارك لركوب الدراجات للسيدات 2020 [لغات أخرى]‏ \| + 2 د 41 ث \| \| \| 9 \| ليزا برينور \| فريق ألمانيا لركوب الدراجات للسيدات 2020‏ \| + 3 د 08 ث \| \| \| 10 \| مارلين رويسر \| فريق سويسرا لركوب الدراجات للسيدات 2020 [لغات أخرى]‏ \| + 3 د 08 ث \| \| \| 11 \| لورين ستيفنز \| فريق الولايات المتحدة لركوب الدراجات للسيدات 2020‏ \| + 3 د 08 ث \| \| \| 12 \| Chantal van den Broek-Blaak \| فريق هولندا لركوب الدراجات للسيدات 2020 [لغات أخرى]‏ \| + 3 د 08 ث \| \| \| 13 \| Audrey Cordon-Ragot \| فريق فرنسا لركوب الدراجات للسيدات 2020 [لغات أخرى]‏ \| + 3 د 08 ث \| \| \| 14 \| يوجينة بوجاك \| فريق سلوفينيا لركوب الدراجات للسيدات 2020‏ \| + 3 د 08 ث \| \| \| 15 \| Niamh Fisher-Black [الإنجليزية]‏ \| فريق نيوزيلندا لركوب الدراجات للسيدات 2020‏ \| + 3 د 08 ث \| \| \| 16 \| راسا ليليفيتو \| فريق ليتوانيا لركوب الدراجات للسيدات 2020‏ \| + 3 د 08 ث \| \| \| 17 \| Urša Pintar [الإنجليزية]‏ \| فريق سلوفينيا لركوب الدراجات للسيدات 2020‏ \| + 3 د 08 ث \| \| \| 18 \| مارغريتا فيكتوريا غارسيا \| فريق إسبانيا لركوب الدراجات للسيدات 2020 [لغات أخرى]‏ \| + 3 د 08 ث \| \| \| 19 \| Ellen van Dijk \| فريق هولندا لركوب الدراجات للسيدات 2020 [لغات أخرى]‏ \| + 3 د 08 ث \| \| \| 20 \| Évita Muzic [الإنجليزية]‏ \| فريق فرنسا لركوب الدراجات للسيدات 2020 [لغات أخرى]‏ \| + 3 د 08 ث \| \| |                             |                                                   |               |  |
| |                             |                                                   |               |  |
| مصدر: ProCyclingStats |                             |                                                   |               |  |
| التصنيف العام |                             |                                                   |               |  |
| المتسابقة | المتسابقة                   | الفريق                                            | الوقت         |  |
| 1 | أنا فان دير بريغين          | فريق هولندا لركوب الدراجات للسيدات 2020 ‏          | 4 س 09 د 57 ث |  |
| 2 | أنيميك فان فليوتن           | فريق هولندا لركوب الدراجات للسيدات 2020 ‏          | + 1 د 20 ث    |  |
| 3 | إليسا ونغو بورغيني          | فريق إيطاليا لركوب الدراجات للسيدات 2020‏          | + 1 د 20 ث    |  |
| 4 | ماريان فوس                  | فريق هولندا لركوب الدراجات للسيدات 2020 ‏          | + 2 د 01 ث    |  |
| 5 | ليان ليبرت                  | فريق ألمانيا لركوب الدراجات للسيدات 2020‏          | + 2 د 01 ث    |  |
| 6 | Lizzie Deignan              | بريطانيا                                          | + 2 د 01 ث    |  |
| 7 | كاتارزينا نيفيادوما         | فريق بولندا لركوب الدراجات للسيدات 2020‏           | + 2 د 01 ث    |  |
| 8 | سيسيلي أوتوب لودفيغ         | فريق الدنمارك لركوب الدراجات للسيدات 2020 ‏        | + 2 د 41 ث    |  |
| 9 | ليزا برينور                 | فريق ألمانيا لركوب الدراجات للسيدات 2020‏          | + 3 د 08 ث    |  |
| 10 | مارلين رويسر                | فريق سويسرا لركوب الدراجات للسيدات 2020 ‏          | + 3 د 08 ث    |  |
| 11 | لورين ستيفنز                | فريق الولايات المتحدة لركوب الدراجات للسيدات 2020‏ | + 3 د 08 ث    |  |
| 12 | Chantal van den Broek-Blaak | فريق هولندا لركوب الدراجات للسيدات 2020 ‏          | + 3 د 08 ث    |  |
| 13 | Audrey Cordon-Ragot         | فريق فرنسا لركوب الدراجات للسيدات 2020 ‏           | + 3 د 08 ث    |  |
| 14 | يوجينة بوجاك                | فريق سلوفينيا لركوب الدراجات للسيدات 2020‏         | + 3 د 08 ث    |  |
| 15 | Niamh Fisher-Black ‏         | فريق نيوزيلندا لركوب الدراجات للسيدات 2020‏        | + 3 د 08 ث    |  |
| 16 | راسا ليليفيتو               | فريق ليتوانيا لركوب الدراجات للسيدات 2020‏         | + 3 د 08 ث    |  |
| 17 | Urša Pintar ‏                | فريق سلوفينيا لركوب الدراجات للسيدات 2020‏         | + 3 د 08 ث    |  |
| 18 | مارغريتا فيكتوريا غارسيا    | فريق إسبانيا لركوب الدراجات للسيدات 2020 ‏         | + 3 د 08 ث    |  |
| 19 | Ellen van Dijk              | فريق هولندا لركوب الدراجات للسيدات 2020 ‏          | + 3 د 08 ث    |  |
| 20 | Évita Muzic ‏                | فريق فرنسا لركوب الدراجات للسيدات 2020 ‏           | + 3 د 08 ث    |  |

## وصلات خارجية
- لمحة عن سباق سباق الطريق للسيدات في بطولة العالم لسباق الدراجات على الطريق 2020 على موقع  ProCyclingStats   (برو  سايكلنج  ستاتس) - إحصاءات  محترفي  الدراجات.
- سباق الطريق للسيدات في بطولة العالم لسباق الدراجات على الطريق 2020 على موقع إحصائيات الدراجات الإحترافية (الإنجليزية)